# Idris Aghalarov
 (mars 2025).
Idris Aghalarov (en azéri: İdris Fərhad oğlu Ağalarov; né le 20 octobre 1917 à Tbilissi et mort le 4 mai 1975 à Bakou) est un chanteur d'opéra azerbaïdjanais (baryton lyrique), Artiste du peuple de la RSS d'Azerbaïdjan (1958),

## Biographie
Idris Farhad oglu Aghalarov, baryton, est né le 20 octobre 1917 à Tbilissi. Il est diplômé du Collège de musique de Bakou en 1939. Depuis 1937, il est soliste du Théâtre national académique azerbaïdjanais d'opéra et de ballet. Il est diplômé du conservatoire en 1943.
Idris Aghalarov est décédé le 4 mai 1975 à Bakou.

## Récompenses
- Titre honorifique d'« Artiste honoré de la RSS d'Azerbaïdjan » — 17 juin 1943
- Titre honorifique d'« Artiste du peuple de la RSS d'Azerbaïdjan » — 26 avril 1958